# Ommatius manipulus
Ommatius manipulus là một loài ruồi trong họ Asilidae. Ommatius manipulus được Oldroyd miêu tả năm 1972. Loài này phân bố ở miền Ấn Độ - Mã Lai.